# I'm a King Bee
I'm a King Bee, kortweg King Bee, was de debuutsingle van Slim Harpo uit 1957. Het bluesnummer is vele malen gecoverd.
De Rolling Stones coverden het op hun naar henzelf vernoemde album uit 1964. Pink Floyd nam het nummer eind 1965 op, maar deze opname is nooit officieel uitgegeven. Het is alleen te verkrijgen via peer-to-peer-netwerken, daar staat het op de verzameling "A Treeful of Secrets". The Doors speelden het nummer in 1970 live in Detroit, met John Sebastian (oprichter van The Lovin' Spoonful) op mondharmonica. Deze versie kwam op hun live-album "Live in Detroit".
Het laatste album van Muddy Waters (uitgegeven in 1981) heette King Bee, hierop stond natuurlijk het gelijknamige nummer. In 2004 namen Steven Tyler en Joe Perry van Aerosmith een versie op voor de film "Lightning in a Bottle".